# نيو بالتيمور (نيويورك)
نيو بالتيمور (بالإنجليزية: New Baltimore, New York)‏ هي بلدة أمريكية تقع في الولايات المتحدة في مقاطعة غرين، نيويورك. يقدر عدد سكانها بـ 3,370 نسمة ومساحتها 111.6 كم2 وترتفع عن سطح البحر 209 متر.